# Onthophagus vuattouxi
Onthophagus vuattouxi é uma espécie de inseto do género Onthophagus, família Scarabaeidae, ordem Coleoptera.
Foi descrita cientificamente por Cambefort em 1984.